# Atac suïcida a Ansbach de 2016
L'atac suïcida va tenir lloc el 24 de juliol de 2016, després d'una explosió voluntària, dotze persones van resultar ferides, tres de gravetat, a fora d'un bar a l'entrada del festival de música Musikfestivals Ansbach Open, a Ansbach, Alemanya. El suïcida, l'únic mort conegut, era un home sirià de 27 anys a qui poc abans li havia estat denegat l'asil.
L'incident va seguir tres altres atacs dins Alemanya en el decurs d'una setmana, incloent l'atac de matxet perpetrat per un home sirià, a qui també s'havia denegat l'asil, que va matar una dona embarassada unes hores abans al mateix dia (catalogat com violència de gènere), l'atac que va matar nou persones a Múnic tres dies abans, i l'atac de destral al tren a Würzburg.

## Esdeveniments
A les 22:12 CEST (20:52 UTC), va explotar una bomba davant del Bar d'Eugene (en alemany: Eugens Weinstube) a Ansbach, prop de Nuremberg L'explosió va ocórrer en front de l'entrada al festival de música Musikfestivals Ansbach Open amb una assistència de al voltant 2.500 persones. Al començament es va pensar que havia estat causat per una filtració de gas. El suïcida, conegut per la policia després d'haver intentat suïcidar-se dues ocasions durant els mesos previs a l'atac, portava una motxilla omplerta amb cargols, claus, i diverses peces de metall (de les emprades en la mecanització de la fusta), que va fer esclatar quan va ser-li negada l'entrada al festival de música, atès que no portava entrada, poc abans de l'explosió. El personal d'emergències es va apropar al suïcida després de l'explosió en un intent de reanimar-lo, però ja havia mort.
Arran de l'atemptat, el festival de música va ser cancel·lat i els voltants immediats on va ocórrer l'atemptat, van ser evacuats. Joachim Herrmann, el ministre d'interior bavarès, va dir que les autoritats alemanyes investigarien formes d'impedir l'abús en el sistema d'asil.